# Patty's Fort
Patty's Fort was een televisieprogramma op Yorin dat wekelijks werd uitgezonden in het voorjaar van 2005, gepresenteerd door Patty Brard. Samen met bekende Nederlanders ondergaat zij op het eiland Ibiza allerlei kuren en therapieën, waaronder een klysmakuur, rebirthing, emotherapie en hypnotherapie. Close-ups van Patty's uitwerpselen werden de kijker hierbij niet bespaard.

## Deelnemers
- Louise van Teylingen
- Marga Scheide
- Chimène van Oosterhout
- Juan Wells
- Kelly van der Veer
- Margje Teeuwen
- Rob Bolland
- Rob Stenders
- Teun Kuilboer